# Automorfismo
Na matemática, um automorfismo é um isomorfismo de um objeto matemático nele mesmo. Em certo sentido, o automorfismo é uma simetria do objeto, ou uma forma de mapear o objeto nele mesmo mantendo a sua estrutura. Normalmente, o conjunto dos automorfismos de um objeto nele mesmo forma um grupo, chamado de grupo dos automorfismos, que pode ser chamado de grupo de simetria do objeto.

## Definição
A definição exata de um automorfismo depende do tipo de "objeto matemático" em questão e o que, precisamente, constitui um "isomorfismo" desse objeto. A definição mais geral em que estas palavras têm um significado abstrato é um ramo da matemática chamado teoria das categorias. A teoria das categorias lida com objetos abstratos e morfismos entre esses objetos.
Na teoria da categoria, um automorfismo é um endomorfismo (ou seja, um morfismo de um objeto para si mesmo) que é também um isomorfismo (no sentido categórico da palavra).
Esta é uma definição muito abstrata, pois, em teoria das categorias, morfismos não são necessariamente funções e objetos não são necessariamente conjuntos. Na maioria das situações concretas, no entanto, os objetos serão conjuntos com alguma estrutura adicional e os morfismos serão funções preservando essa estrutura.
No contexto da álgebra abstrata, por exemplo, um objeto matemático é uma estrutura algébrica como um grupo, anel ou espaço vetorial. Um isomorfismo é simplesmente um homomorfismo bijetivo.  (É claro que a definição de um homomorfismo depende do tipo de estrutura algébrica; ver, por exemplo: homomorfismo de grupos, homomorfismo de anéis e transformação linear).
O morfismo identidade (mapeamento identidade) é chamado de automorfismo trivial em alguns contextos. Respectivamente, outros automorfismos (não-identidade) são chamados de automorfismo não triviais.

## Grupo de automorfismo
Se os automorfismos de um objeto X formam um conjunto (em vez de uma classe própria), então eles formam um grupo sob a composição de morfismos. Esse grupo é chamado de grupo de automorfismo de X. Que este é realmente um grupo é fácil de ver:
- Fechamento: composição de dois endomorfismos é outro endomorfismo.
- Associatividade: composição de morfismos é sempre associativa.
- Identidade: A identidade é o morfismo identidade de um objeto para si mesmo que existe por definição.
- Inversos: por definição, cada isomorfismo tem um inverso que também é um isomorfismo, e desde que o inverso também é um endomorfismo do mesmo objeto é um automorfismo.

O grupo de automorfismo de um objecto X em uma categoria C é denotado AutC(X), ou simplesmente Aut(X) se a categoria está clara pelo contexto.

## Exemplos
- Em teoria dos conjuntos, um automorfismo de um conjunto X é uma permutação arbitrária dos elementos de X. O grupo de automorfismo de X é também chamado de grupo simétrico em X.
- Em aritmética elementar, o conjunto dos inteiros, Z, considerado como um grupo sob a adição, tem um único automorfismo não trivial: a negação. Considerado como um anel, porém, tem apenas o automorfismo trivial. De um modo geral, a negação é um automorfismo de qualquer grupo abeliano, mas não de um anel ou corpo.
- Um automorfismo entre grupos é um isomorfismo entre grupos de um grupo para si. Informalmente, é uma permutação dos elementos do grupo de tal forma que a estrutura permanece inalterada. Para cada grupo G existe um homomorfismo de grupo natural G → Aut(G) cuja imagem é o grupo Inn(G) dos automorfismos internos[4] e cujo núcleo é o centro de G. Assim, se G tem um centro trivial ele pode ser incorporado em seu próprio automorfismo entre grupos[5].
- Em álgebra linear, um endomorfismo de um espaço vetorial V é um operador linear V → V. Um automorfismo é um operador linear invertível em V. Quando o espaço vetorial é finito-dimensional, o grupo de automorfismo de V é o mesmo que o grupo linear geral, GL(V).
- Um automorfismo de corpo é um homomorfismo de anel bijetivo de um corpo para si mesmo. Nos casos dos números racionais (Q) e os números reais (R) não há automorfismos de campo não triviais. No caso de números complexos, C, existe um automorfismo não trivial único que leva R em R conjugado de um número complexo, mas existem infinitos (incontáveis) automorfismos "selvagens" (assumindo o axioma da escolha).[6] Automorfismos de campo são importantes para a teoria da extensão de campos, em particular para a extensão de Galois. No caso de uma extensão de Galois L/K o subgrupo de todos automorfismos de L que fixam K no sentido horário são chamados de grupo de Galois da extensão.
- Na Teoria dos Grafos um automorfismo de grafos é uma permutação de nós que preserva arestas e não arestas. Em particular, se dois nós estão unidos por uma aresta, assim estão as suas imagens sob permutação.
- Em topologia, morfismos entre espaços topológicos são chamados mapas contínuos, e um automorfismo de um espaço topológico é o homeomorfismo do espaço para si mesmo, ou auto-homeomorfismo. Nesse exemplo, é não suficiente para um morfismo ser bijetivo para ser um isomorfismo.
- Um automorfismo de um múltiplo diferenciável M é um difeomorfismo de M consigo mesmo. O grupo de automorfismo é às vezes denotado por Diff(M).
- Em geometria de Riemann um automorfismo é uma auto-isometria. O grupo de automorfismo é também conhecido como grupo de isometria.
- Na categoria de superfície de Riemann, um automorfismo é um mapa bijetivo bi-holomórfico (também chamado de projeção conforme), de uma superfície para si mesma. Por exemplo, os automorfismos da esfera de Riemann são transformações de Möbius.

## História
Um dos primeiros automorfismos de grupo (automorfismo de um grupo, não simplesmente um grupo de automorfismos de pontos) foi dado pelo matemático irlandês William Rowan Hamilton em 1856, no seu Cálculo Icosiano, onde ele descobre um automorfismo de ordem dois, escrevendo:

## Automorfismos Externos e Internos
Em algumas categorias — notavelmente grupos, anéis, e álgebra de Lie — é possível separar automorfismos em dois tipos, chamados de automorfismos "internos" e "externos".
No caso de grupos, os automorfismos internos são as conjugações pelos elementos do próprio grupo. Para cada elemento a de um grupo G, conjugação por a é a operação φa : G → G dado por φa(g) = aga−1 (ou a−1ga; o uso varia). Pode-se verificar facilmente essa conjugação se a é um automorfismo de grupo. O automorfismo interno forma um subgrupo normal de Aut(G), denotado por Inn(G); isso é chamado de lema de Goursat.
Os outros automorfismos são chamados de automorfismos externos. O grupo quociente Aut(G) / Inn(G) é usualmente denotado por Out(G); os elementos não-triviais são as coclasses que contém o automorfismo externo.
A mesma definição segue em qualquer unital anéis ou álgebra onde a é qualquer elemento inversível. Para a álgebra de Lie, a definição é ligeiramente diferente.